# Proceromyia pubioculata
Proceromyia pubioculata là một loài ruồi trong họ Tachinidae.